# Эйзерих, Карл Трауготт
Карл Трауготт Эйзерих (точнее Эйзрих, нем. Carl Traugott Eisrich; 1776, Байройт — 1835, Санкт-Петербург) — немецкий и российский композитор и дирижёр.
Учился в Дрездене у Кристиана Эреготта Вайнлиха, в дальнейшем посвятил своему учителю Три песни Op. 3, опубликованные в 1808 году в Митаве. Выступал как скрипач, пианист, оперный певец (бас).
C 1807 г. работал в Курляндии, начав свою карьеру здесь сочинением Шести французских романсов, посвящённых герцогине Доротее. В 1811—1820 и затем вновь в 1826—1828 гг. музыкальный руководитель Рижского городского театра. Важнейшие постановки в Риге — «Свадьба Фигаро» Вольфганга Амадея Моцарта (1815), «Фиделио» Людвига ван Бетховена (1818), «Танкред» Джоакино Россини (1819). В 1820 г. стал музыкальным руководителем первой оперной труппы в Мемеле.
С 1828 г. в Санкт-Петербурге, в том же году вместе с Катерино Кавосом написал музыку к постановке «Радость молдаван, или Победа» (по пьесе Степана Висковатова, с балетами Дидло и Огюста) (Эйзриху в этом коллективном сочинении принадлежали увертюра, антракты, музыка к балетным номерам и часть хоров). В 1830—1831 гг. руководил в Петербурге любительским оркестром.
«Универсальный музыкальный словарь» под редакцией Ф. С. Гасснера (1847) выделял в композиторском творчестве Эйзериха, прежде всего, песни. Тем не менее, в рижский период он поставил не менее шести собственных опер: «Феодора» (1811, либретто Августа фон Коцебу), «Деревня в горах» (нем. Das Dorf im Gebirge; 1812, либретто Коцебу), «Бондарь» (нем. Der Fassbinder; 1813, либретто Н. М. Одино), «Клодина де Вилла Белла» (1813, по пьесе И. В. Гёте), «Девичий гарнизон» (нем. Die Mädchengarnison; 1814, либретто Г. Г. Шмидера) и «Пирам и Тисба» (1816, либретто Р. фон Бергена); ещё одна опера, «Фелиция» (либретто Ф. Ф. Гебхарда), была поставлена в 1818 г. в Санкт-Петербурге и в 1820 г. любительской труппой в Ревеле. Написал также музыку к ряду драматических спектаклей, ставившихся в Риге.
Дочь — оперная певица Мария Леонова. Сын — музыкальный педагог, пианист и дирижёр Карл Карлович Эйзерих (Эйзрих; 1817, Рига — 1881, Казань), работавший в Казани, Саратове, Симбирске и Нижнем Новгороде, известен преимущественно как учитель Милия Балакирева.